# Напалково (Нижегородская область)
Напалково — село в Бутурлинском муниципальном округе Нижегородской области России. 
Название села происходит от "на палках": перед селом располагается овраг с заболоченным ручьем. Ранее через него можно было перебраться только "на палках".
Из достопримечательностей - вблизи села находиться стоянка каменного века.

## География
Село находится на юге центральной части Нижегородской области, в зоне хвойно-широколиственных лесов, при автодороге 22Н-0818, на расстоянии приблизительно 10 километров (по прямой) к юго-востоку от посёлка городского типа Бутурлино, административного центра района. Абсолютная высота — 129 метров над уровнем моря.
Климат
Климат характеризуется как умеренно континентальный, с относительно тёплым летом и холодной, продолжительной и малоснежной зимой. Среднегодовая температура — 3,2 °C. Средняя температура воздуха самого тёплого месяца (июля) — 18,8 °C (абсолютный максимум — 36 °C); самого холодного (января) — −12,4 °C (абсолютный минимум — −44 °C). Среднегодовое количество атмосферных осадков составляет 500—550 мм. Устойчивый снежный покров устанавливается, как правило, в третьей декаде ноября и держится в среднем 154 дня.
Часовой пояс
Село Напалково, как и вся Нижегородская область, находится в часовой зоне МСК (московское время). Смещение применяемого времени относительно UTC составляет +3:00.

## Население
| 1999 | 2002 | 2010 |
| ---- | ---- | ---- |
| 94   | ↘68  | ↘52  |

Национальный состав
Согласно результатам переписи 2002 года, в национальной структуре населения русские составляли 91 %.